# Кипарис вічнозелений горизонтальний
Кипари́с вічнозеле́ний горизонта́льний (Cupressus sempervirens f.horizontalis) — підвид хвойних дерев виду кипарис вічнозелений (Cupressus sempervirens) родини кипарисові (Cupressaceae). Інколи розглядається як не підвид, а морфа. Росте у природному стані на островах Егейського та Середземному морів, у Малій Азії та Північному Ірані.

## Опис
Звичайна висота дерева — 25—30 м, деякі старі особини можуть досягати 45 м. Гілки першого порядку відходять від стовбура вгору під гострим кутом і майже притиснуті до нього. Облиствлені дрібні гілочки розташовані в одній площині. Лускоподібне листя притиснуті до гілочок або трохи відігнуті. Вони можуть бути темно- та світло-зеленими, іноді з синюватим відтінком. Шишки великі (довжиною до 3 см), неправильні або кулясті, трохи приплюснуті біля основи, сірі або сірувато-коричневі, блискучі. У шишці від 8 до 12 луски з плоскою, горбкуватою або опуклою поверхнею і з обов'язковим шипиком.